# Hrad smrti
Hrad smrti (také Hrad Smrti) je báseň v próze Jakuba Demla vydaná v roce 1912. První verze textu vznikala v roce 1909 jako popis snu, autor jej pak ještě přepracovával. S rukopisem se před vydáním radil se svým přítelem Otokarem Březinou, který doporučil Demlovi napsání předmluvy a vysvětlujících dodatků do textu. Deml poté v předmluvě Hrad pojal jako nalezený text neznámého autora, který pouze vydává, a Březina byl z pojetí nadšen, nadto mluvil s Demlem o skutečnosti, že Hrad smrti mu připomíná některé texty od Edgara Allana Poea. Před vydáním též navázal kontakt s Josefem Váchalem, který nakonec Hrad vyzdobil barevnými dřevoryty.
Demlova inspirace k Hradu smrti téměř jistě souvisela i s úmrtími některých jeho blízkých v letech, jež vydání textu předcházely – 11. května 1907 zemřel Demlův největší přítel, kaplan a spolužák z bohosloví Josef Polák, 26. dubna 1910 milovaná sestra Matylka a 20. října 1911 babický kněz Josef Ševčík (pod nímž Deml kaplanoval od srpna 1904 do dubna 1906, avšak silné přátelství mezi nimi trvalo i po Demlově přeložení). 
V roce 2008 uvedlo Divadlo U stolu dramatizaci díla.

## Příběh
Příběh (což je u takto bytostně modernistického textu velmi nepřesná kategorizace) obsahuje temné, zdánlivě surrealistické, někdy až hororové prvky. Hlavní hrdina utíká před nejasným nebezpečím a zároveň vzpomíná v rozvitých větách na jiné příhody z dosavadního života. Na konci se potom dostává do labyrintu mnoha chodeb, kde pouze jedna vede do bezpečí, ostatní k jisté smrti. Hrdina přesto končí v místnosti s Ní (smrtí). Jakub Deml čas od času přerušuje text poznámkami a upozorňuje čtenáře na možná vysvětlení některých obratů či na nejistotu zařazení stránek, jak šly po sobě, protože nebyly číslované, čímž simuluje atributy "nalezeného textu". Objevuje se zde pro Demla typický motiv bratra a sestry. 

## Ukázka
Ukázka je citována z fotoreprintu vydání z roku 1912 vydaného nakladatelstvími Jota, Arca JiMfa a Paseka v roce 1992 z lásky k Demlovi a Váchalovi, proto je možno si povšimnout některých typografických či sazečských chyb. Tento konkrétní text potom zachycuje návrat v čase, vzpomínky, ale i ono nejasné nebezpečí údajného autora, následně potom do textu vstupuje vydavatel svoji poznámkou, kde rozebírá text a vlastně přiznává svoji inspiraci Březinou a Máchou. Čtenář si též může povšimnout specifického autorovo zacházení s velkými písmeny.
Hrad smrti. Brno: Jota (ISBN 80-85617-00-5), Arca JiMfa (ISBN 80-901043-4-7); Praha: Paseka (ISBN 80-85192-31-4). s. 39–40

## Postavení Hradu smrti v díle Jakuba Demla
Je spolu s díly Moji přátelé (1913) a Tanec smrti (1914) zařazen mezi básně v próze či snové básně v próze, nicméně opět nejde o příliš přesnou kategorizaci. Toto dílo je pro Demla velmi důležité z toho důvodu, že se stalo v „Sybilliným proroctvím“ předpovídající mnohé události, které měl v příštích letech prožít, ať už to byla smrt jeho sestry v roce 1910, nebo smrt Pavly Kytlicové v roce 1939. Motiv pomyslného splnění tohoto proroctví se objevil při vydání Zapomenutého světla.